# Hudcovce, Humenné
Hudcovce este o comună slovacă, aflată în districtul Humenné din regiunea Prešov. Localitatea se află la altitudinea de 136 m deasupra n.m., se întinde pe o suprafață de 5,86 km2 și în 2017 număra 412 locuitori.

## Istoric
Localitatea Hudcovce este atestată documentar din 1467.

## Demografie
| An:                | 1994 | 2004   | 2014   | 2024    |
| ------------------ | ---- | ------ | ------ | ------- |
| Număr de persoane: | 407  | 422    | 418    | 376     |
| Diferență:         |      | +3,68% | −0,94% | −10,04% |

| An:                | 2023 | 2024   |
| ------------------ | ---- | ------ |
| Număr de persoane: | 380  | 376    |
| Diferență:         |      | −1,05% |